# Esmeralda (1855)
Esmeralda – chilijska korweta, drugi okręt o tej nazwie; wsławiona w bitwie pod Iquique pod dowództwem Arturo Prata, w której zatonęła.

## Budowa
Budowę okrętu zatwierdził 30 czerwca 1852 prezydent Chile Manuel Montt i minister marynarki, w celu wyposażenia marynarki chilijskiej w nowoczesny okręt o napędzie parowo-żaglowym. Mimo to, okręt zamówiono i jego budowę rozpoczęto w stoczni Henry Pritcher w Northfleet w Anglii dopiero w grudniu 1854, pod nadzorem kontradmirała Roberta Winthropa Simpsona. Dekretem z 26 czerwca 1855 nadano okrętowi imię „Esmeralda” na pamiątkę fregaty zdobytej przez admirała Thomasa Cochrane w Callao 6 listopada 1820 i służącej następnie w marynarce Chile pod tą nazwą. Okręt wodowano 18 września 1855, tego dnia też odbył się chrzest.

## Służba
Po wyposażeniu, „Esmeralda” przybyła do Valparaiso w Chile pod dowództwem Roberta Winthropa Simpsona 7 listopada 1856, po czym od razu wzięła udział w wojnie Peru i Chile z Hiszpanią. Uzbrojenie okrętu składało się wówczas z 20 dział 32-funtowych. Pod dowództwem Juana Williamsa Rebolledo, „Esmeralda” zdobyła w starciu pod Papudo 26 listopada 1865 hiszpańską kanonierkę „Virjen de Covadonga”, która następnie weszła w skład floty Chile jako „Covadonga”.
Po wojnie okrętu używano głównie do szkolenia kadr marynarki. Między 1867 a 1868 uzbrojenie wymieniono na 14 dział 40-funtowych, wymieniono również kotły. Między 1870 a 1875 okręt pozostawał rozbrojony. W 1875 miał wymieniane poszycie kadłuba na skutek wejścia na mieliznę. W 1877 odbył podróż szkoleniową z kadetami m.in. na Tahiti.

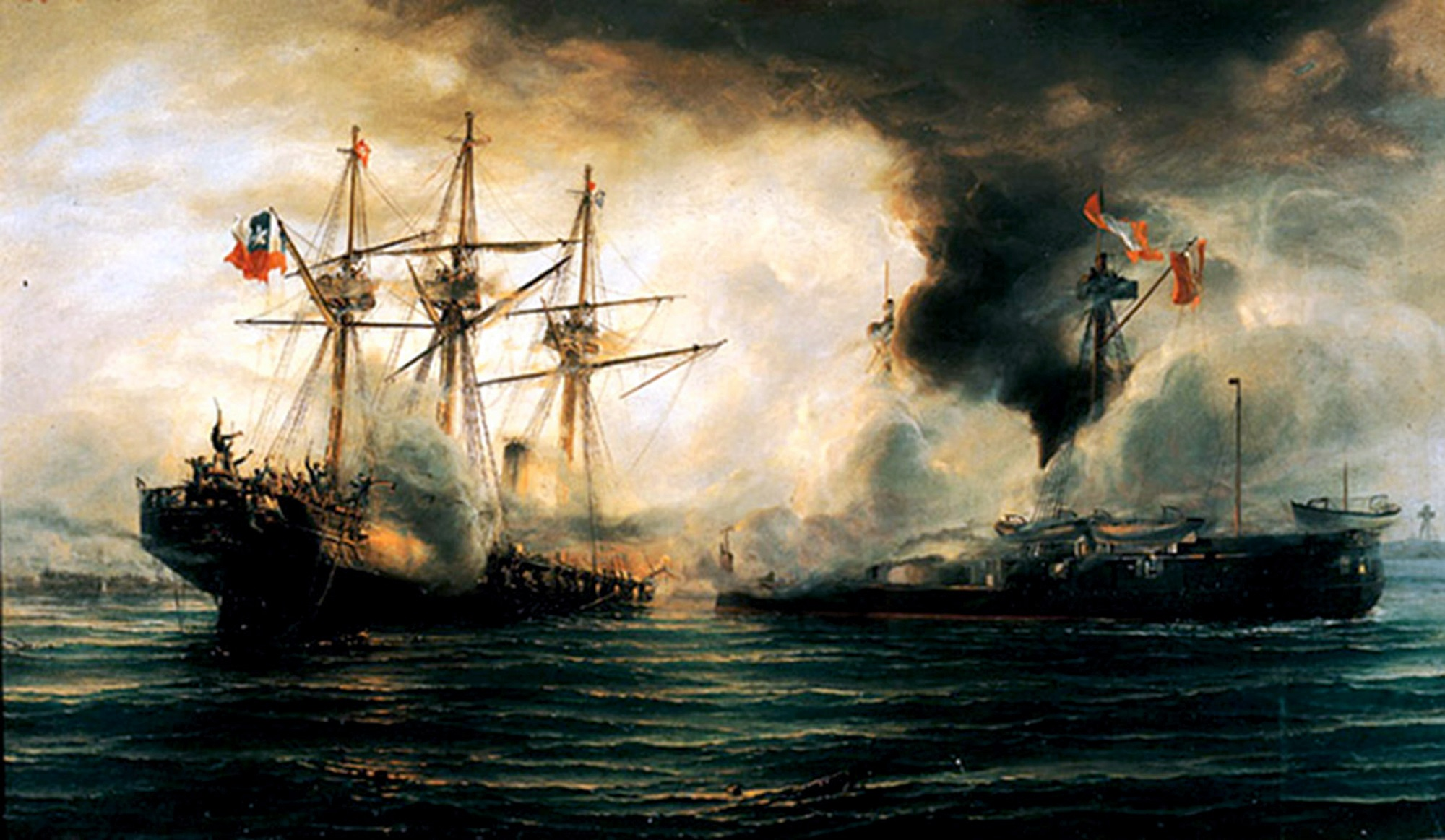
Zatopienie „Esmeraldy”

„Esmeralda” wzięła następnie udział w wojnie z Peru, tzw. wojnie o Pacyfik, uczestnicząc w blokadzie morskiej portu Iquique. Od 5 maja 1879 dowodził nią kmdr. por. Arturo Prat. „Esmeralda” została następnie zatopiona 21 maja 1879 w bitwie z peruwiańskim monitorem „Huascar”, dowodzonym przez kontradmirała Grau, pod Iquique, na skutek ostrzału i taranowania. Zginął przy tym m.in. jej dowódca Arturo Prat.
Miejsce zatonięcia „Esmeraldy” na redzie Iquique jest obecnie oznaczone boją „Esmeralda” i od 1973 jest pomnikiem narodowym Chile.

## Charakterystyka
Trzymasztowa korweta konstrukcji drewnianej (dno pokryte miedzią) z pomocniczym napędem śrubowym.
- wyporność – 854 tony
- długość – 39,62 m (130 stóp)
- szerokość – 9,75 m (32 stopy)
- zanurzenie – ? m
- napęd: dwie poziome maszyny parowe o mocy 200 KM, 4 kotły parowe, 1 śruba napędowa
- prędkość maksymalna – 8 w.
- załoga – 200

Uzbrojenie:
- początkowo:
  - 20 dział gładkolufowych odprzodowych 32-funtowych (ok. 170 mm) w baterii burtowej,
- od 1868:
  - 12 dział gwintowanych odprzodowych 40-funtowych Armstrong
  - 4 działa gładkolufowe odprzodowe 40-funtowe Whitworth